# Tetradecane

Strukturformel von 2,3,4,5,6,7-Hexamethyloctan, einem Isomer von Tetradecan

Die Tetradecane bilden eine Stoffgruppe aus der Gruppe der Alkane. Namensgeber ist der lineare Vertreter Tetradecan. Die Tetradecane umfassen theoretisch 1858 konstitutionsisomere bzw. 6563 konstitutions- und konfigurationsisomere Verbindungen mit der Summenformel C14H30. In öffentlich verfügbaren Datenbanken werden (Stand: März 2024) zwischen 47 und 57 tatsächlich bekannte Isomere geführt.

## Vorkommen
Tetradecane kommen in geringer Menge in Erdöl und Benzin vor. Ethyl-verzweigte Tetradecane entstehen auch als Nebenprodukt bei der Hydroisomerisation von n-Hexadecan.

## Konstitutionsisomere
Aufbauend auf einer Stammkette von fünf bis dreizehn Kohlenstoffatomen müssen neun bis ein Kohlenstoffatom in Seitenketten ergänzt werden. Diese Substituenten können Methyl-, Ethyl-, Propyl-, Isopropyl-, Butyl- oder tert-Butylgruppen sein. Nur die wenigsten der theoretisch möglichen Isomere sind bisher nachgewiesen worden, z. B. 2-Methyltridecan, 2,6,10-Trimethylundecan oder 2,2,3,3,4,4,5,5-Octamethylhexan.